# Band on the Run
Band on the Run je třetí studiové album skupiny Paul McCartney & Wings. Jeho nahrávání probíhalo od srpna do září 1973 v nigerijském Lagosu. Producentem alba byl Paul McCartney a vyšlo v prosinci 1973 u vydavatelství Apple Records. Jde o McCartneyho poslední album vydané u tohoto vydavatelství. Časopis Rolling Stone album zařadil na 418. příčku svého žebříčku 500 nejlepších alb všech dob. Autorem fotografie na obalu alba je Clive Arrowsmith a jsou na ni zachyceni Paul a Linda McCartneyovi, Denny Laine, Michael Parkinson, Kenny Lynch, James Coburn, Clement Freud, John Conteh a Christopher Lee.

## Seznam skladeb
| Pořadí | Název                              | Délka |
| ------ | ---------------------------------- | ----- |
| 1.     | Band on the Run                    | 5:10  |
| 2.     | Jet                                | 4:06  |
| 3.     | Bluebird                           | 3:22  |
| 4.     | Mrs Vandebilt                      | 4:38  |
| 5.     | Let Me Roll It                     | 4:47  |
| 6.     | Mamunia                            | 4:50  |
| 7.     | No Words                           | 2:33  |
| 8.     | Helen Wheels                       | 3:34  |
| 9.     | Picasso's Last Words (Drink to Me) | 5:50  |
| 10.    | Nineteen Hundred and Eighty-Five   | 5:27  |

## Obsazení
- Paul McCartney – zpěv, akustická kytara, elektrická kytara, basová kytara, klavír, klávesy, bicí, perkuse
- Linda McCartney – zpěv, klávesy
- Denny Laine – zpěv, akustická kytara, elektrická kytara, basová kytara, klávesy, perkuse
- Howie Casey – saxofon
- Ginger Baker – perkuse
- Remi Kabaka – perkuse
- Tony Visconti – orchestrace
- Ian and Trevor – doprovodný zpěv